# Яблоново-Поморське (гміна)
Гміна Яблоново-Поморське (пол. Gmina Jabłonowo Pomorskie) — місько-сільська гміна у північній Польщі. Належить до Бродницького повіту Куявсько-Поморського воєводства.
Станом на 31 грудня 2011 у гміні проживало 9121 особа.

## Площа
Згідно з даними за 2007 рік площа гміни становила 134.36 км², у тому числі:
- орні землі: 79.00%
- ліси: 10.00%

Таким чином, площа гміни становить 12.93% площі повіту.

## Населення
Станом на 31 грудня 2011:
| Опис     | Загалом | Загалом | Чоловіки | Чоловіки | Жінки | Жінки |
| -------- | ------- | ------- | -------- | -------- | ----- | ----- |
| одиниця  | осіб    | %       | осіб     | %        | осіб  | %     |
| все      | 9121    | 100     | 4477     | 49.08    | 4644  | 50.92 |
| міське   | 3858    | 100     | 1836     | 47.59    | 2022  | 52.41 |
| сільське | 5263    | 100     | 2641     | 50.18    | 2622  | 49.82 |

## Сусідні гміни
Гміна Яблоново-Поморське межує з такими гмінами: Біскупець, Боброво, Ксьонжкі, Свеце-над-Осою, Збічно.